# 私の心は花の雨
『私の心は花の雨』（わたしのこころは はなのあめ、原題：내 마음의 꽃비）は、2016年の韓国のテレビドラマ。KBSテレビ小説として2016年2月29日から9月6日まで毎週月曜日から金曜日までの午前9時からKBS第2テレビジョンにて放送された。毎回約35分。全128話。
朝鮮戦争のころに生まれて間も無く両親と生き別れ、食堂を営む夫婦の養女として過ごし、製パン業を経営するまでに成長した女性の生涯を描いた物語。第126回に最高視聴率約16パーセントを記録し、最終回の第128回もほぼ同じ視聴率だった。
ドラマ全編の動画がKBSの公式ウェブサイトで無料で公開されている。

## 登場人物

### 主要人物
チョン・コンニム（ミン・ソナ）
演 - ナ・ヘリョン (BESTie, 元EXID)
主人公。朝鮮戦争の最中に生まれたが実の両親と生き別れ、チョン家の実子として育つ。
イ・ガンウク
演 - イ・チャンウク
パク家で生活する。パク・ミンギュの部下。イ・スチャン（後述）の実子。
パク・ソノ
演 - チ・ウンソン
パク・ミンギュの息子。大学生。
ミン・ヘジュ（イ・ヘジュ）
演 - チョン・イヨン（ピョン・ジュウン）
イルランの娘、ガンウクの異母妹。

### ミン家
チョン・イルラン
演 - イム・ジウン
ヘジュの母。元はソウルの酒場で働いていたがイ・スチャンの子を身ごもる。ヘジュを出産し身分を偽ってミン家の嫁として生きる。ミソン製菓常務。
キム・ゲオク
演 - イ・ジュシル
コンニムの実の祖母。ミソン製菓社長。
ミン・ドクス
演 - ミン・ボッキ
キム・ゲオク社長の甥。ミソン製菓工場長。
ミン・スンジェ
演 - パク・ヒョンジュン
キム・ゲオク社長の息子。医師→百貨店社長。ソ・ヨニの婚約者。コンニムの実父。。

### チョン家
チョン・ギテク
演 - ホン・ソンドク
コンニムの養父。
オ・チュンシム
演 - ペク・ヒョンジュ
コンニムの養母。クッパ店の店主。
チョン・ドチョル
演 - イ・ボムギュ
ギテクとチュンシムの息子。大学生。
チョン・ギスン
演 - キム・ドヨン
ギテクの妹。

### パク家
パク・ミンギュ
演 - キム・ミョンス
ソノの父。中央劇場（映画館）代表。
イ・ヨンイム
演 - チェ・ワンジョン
ソノの母。元女優。
ソ・ヨニ
演 - イム・チェウォン
看護婦→パク家の家政婦。コンニムの実母。

### その他
イ・スチャン
演 - チョン・ヒテ
イルランの元愛人。ガンウク、ヘジュの実父。

## スタッフ
- 脚本：ムン・ヨンフン[1]
- 演出：オ・スソン[1]

## 日本での展開
日本では各種媒体によって日本語字幕付きで見られる。衛星放送ではBS朝日やBS12トゥエルビにて全64話で放送された。DVDは2017年に発売された。インターネットを利用した配信では2022年1月末時点でAmazon Prime VideoのChannel Kやフジテレビオンデマンド (FOD) などで見られる。